# G-JET
G-JET s.r.o., dříve Grossmann Jet Service je česká charterová letecká společnost nabízející od roku 2004 na českém trhu svými business jety služby aerotaxi. Od roku 2015 je 100% vlastníkem firmy investiční společnost KKCG.
Zakladatelkou, jednatelkou a ředitelkou byla v letech 2004–2020 Dagmar Grossmann, která v privátním leteckém sektoru působila od roku 1991 (vídeňská společnost Grossmann Air Service).
Společnost G-JET začínala v roce 2004 pod názvem Grossmann Jet Service se dvěma zaměstnanci a působila jako broker charterových letů. 
V roce 2005 získala do správy první tryskový letoun, Embraer Legacy 135BJ.
V září 2008 společnost G-Jet otevřela Business Jet poradenství v Praze. Centrum nabízelo poradenství v oblasti soukromé letecké dopravy (aerotaxi). Společnost G-Jet tak nabízela lety soukromými letadly, správu letadel a poradenský servis v oblasti business aviation.
Aerolinii několikrát využil tibetský duchovní vůdce Dalajláma při letech do Prahy i po Evropě.
V roce 2011 společnost využívala 3 letouny.
V roce 2015 se stoprocentním vlastníkem společnosti Grossmann Jet Service stala KKCG a přejmenovala se na G-JET. Do letecké flotily v roce 2015 patřili Gulfstream G550 a Hawker 900XP.
V roce 2016 získala Dagmar Grossmann zvláštní cenu "Outstanding performance in CEE", křišťálové křídlo navržené uměleckým ředitelem sklárny Moser, v rámci udílení cen Sapphire Pegasus Business Aviation Awards (SPBAA) pro nejlepší poskytovatele služeb v oblasti business aviation. Oceňování probíhalo v pražském hotelu Boscolo.